# Bob Einstein

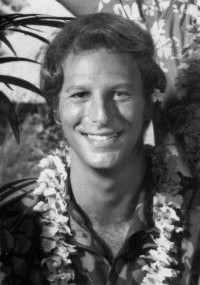
Bob Einstein (1970)

Stewart Robert „Bob“ Einstein (* 20. November 1942 in Los Angeles, Kalifornien; † 2. Januar 2019 in Indian Wells, Kalifornien) war ein US-amerikanischer Schauspieler und Komiker. Bekannt war er vor allem für seine satirische Stuntmandarstellung Super Dave Osborne. Er gewann zwei Emmy Awards.

## Leben
Einstein wurde in eine jüdische Familie geboren. Sein Vater war der Komiker und Radiomoderator Harry Einstein, seine Mutter Thelma Leeds war Schauspielerin und Sängerin. Sein jüngerer Bruder ist der Komiker und Drehbuch-Autor Albert Brooks (geboren Albert Lawrence Einstein), sein älterer Bruder ist pensionierter Werbeagenturleiter.
Seine Karriere begann Einstein als Autor bzw. Gagschreiber der Fernsehshow The Smothers Brothers Comedy Hour, wofür er einen Emmy Award gewann; er spielte in der Sendung auch die Rolle des Officer Judy. Einen weiteren Emmy bekam er 1977 als einer der Autoren der Sendung Van Dyke and Company. Seine größten Erfolge feierte er mit der grotesken Stuntmanfigur Super Dave Osborne. Er trat damit in verschiedenen Fernsehsendungen auf, unter anderem war er oft Gast in der Sendung Late Night with David Letterman. 1987 bekam er damit seine eigene Fernsehshow Super Dave, die bis 1991 auf den Sendern Global Television Network in Kanada und Showtime in den Vereinigten Staaten ausgestrahlt wurde; produziert wurde die Sendung in einem Torontoer Studio. Auch danach trat er bis 2013 immer wieder als Super Dave Osborne auf. 1992 produzierte er zudem zusammen mit anderen die Animationsserie Super Dave: Daredevil for Hire, die in 13 Folgen auf Fox ausgestrahlt wurde. Im Jahr 2000 verfasste er zusammen mit anderen das Drehbuch für den Film The Extreme Adventures of Super Dave, in dem er auch die Hauptrolle spielte.
Einstein spielte ab 2004 die wiederkehrenden Rollen des Marty Funkhouser in der Sitcom Lass es, Larry! und des Larry Middleman in der dritten Staffel von Arrested Development. Im Film Ocean’s 13 spielte er Bobby Caldwell, den Vater von Linus Caldwell, dargestellt von Matt Damon, einen Meisterdieb und Trickbetrüger der hauptberuflich FBI-Agent ist. Einstein sprach zwei Figuren in der Trickserie The Life & Times of Tim; und zwar den Elefanten in der Zweite-Staffel-Folge Tim & the Elephant und den Buchmacher in der Dritte-Staffel-Folge Pray for the Jets. Einstein trat in der zweiten Staffel von Anger Management als Charlie Goodsons überaus wütender Nachbar auf, wofür seine Figur in der Sendung einen unvorteilhaften Spitznamen in Form von etwas, das für weibliche Körperpflege eingesetzt wird, bekam („douche nozzle“, deutsch: Scheidenspülungsduschdüse).
Einstein war in den 2010ern ein häufiger Gast in der beliebten Sportradiosendung The Dan Le Batard Show with Stugotz. Er rief in der Sendung als ein „Celebrity Prognosticator“ an, um seine Gedanken zu Sport und anderen Themen mitzuteilen.
Einstein starb 2019 mit 76 Jahren an Leukämie.

## Filmografie (Auswahl)
Als Schauspieler
- 1968–1969: The Smothers Brothers Comedy Hour (Fernsehserie, neun Folgen)
- 1972: Hilfe, ich habe Erfolg! (Get to Know Your Rabbit)
- 1981: Modern Romance – Muß denn Liebe Alptraum Sein? (Modern Romance)
- 1981–1985: Bizarre (Fernsehserie)
- 1997: Roseanne (Fernsehserie, eine Folge)
- 2004–2017: Lass es, Larry! (Curb Your Enthusiasm; Fernsehserie, 22 Folgen)
- 2005–2006: Arrested Development (Fernsehserie, fünf Folgen)
- 2007: Ocean’s 13
- 2010: Shit Year
- 2013: Anger Management (Fernsehserie, eine Folge)